# Alexander Savine
Alexander Savine (* 26. April 1881 in Belgrad; † 19. Januar 1949 in Chikago) war ein US-amerikanischer Komponist, Dirigent und Gesangspädagoge jugoslawischer Familienherkunft.

## Leben und Werk
Savine studierte zunächst Komposition in Belgrad bei Stevan Stojanović Mokranjac. Anschließend absolvierte er ein Gesangsstudium am Wiener Konservatorium bei Pauline Lucca.
Von 1905 bis 1907 wirkte Savine als Operndirigent in Berlin. Von 1908 bis 1912 war er als Gesangspädagoge an der Musikakademie von Winnipeg (Kanada) tätig. Später siedelte er in die USA über. Von 1922 bis 1924 leitete er die Opernabteilung der Institute of Musical Art in New York. Ab 1929 lebte er als Musikpädagoge in Chicago.
Alexander Savine komponierte mehrere Opern, darunter Ksenia (auch Xenia, Uraufführung Zürich 1919), sowie Orchesterwerke (darunter vier symphonische Gedichte), Chormusik und Lieder.

## Persönliches
1914 heiratete er die Sopranistin Lillian Blauvelt.